# (6550) Parléř
(6550) Parléř est un astéroïde de la ceinture principale.

## Description
(6550) Parléř est un astéroïde de la ceinture principale. Il fut découvert le 4 novembre 1988 à l'Observatoire Kleť par Antonín Mrkos. Il présente une orbite caractérisée par un demi-grand axe de 2,41 UA, une excentricité de 0,17 et une inclinaison de 6,8° par rapport à l'écliptique.

## Compléments